# Gartenstadt Reitzenstein
Bei der Gartenstadt Reitzenstein (Abkürzung oft „Reika“, von Reitzenstein-Kaserne) handelt es sich um einen Bereich in Düsseldorf, auf dem ein innenstadtnahes Wohngebiet entstanden ist. 2010 wurde der Bebauungsplan aufgestellt. Das Gelände befindet sich an der Schnittstelle der Stadtteile Mörsenbroich, Grafenberg und Düsseltal.
Nach der Rheinlandbesetzung  wurde 1937 auf dem Gelände (Graf-Recke-Straße) die Reitzenstein-Kaserne für die Wehrmacht errichtet, woraufhin es überwiegend militärischer Nutzung unterlag. Nach dem Zweiten Weltkrieg wurde die Kaserne von 1956 bis 2006 von der Bundeswehr genutzt, wobei folgende Dienststellen stationiert waren:
- Stab 7. Panzerdivision
- Wehrbereichskommando III
- MAD-Gruppe III
- Sanitätsregiment 73
- weitere Dienststellen

Zum 1. Juli 2006 wurden das Wehrbereichskommando III und die 7. Panzerdivision aufgelöst.